# Mythologie celtique brittonique

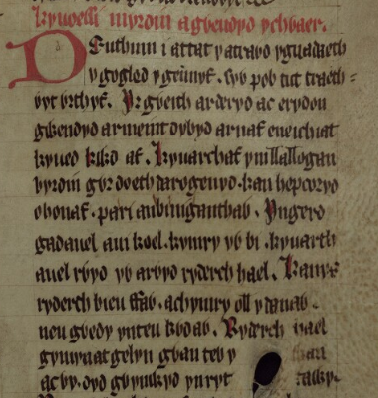
Extrait du Livre Rouge de Hergest

La mythologie celtique galloise, celle des Celtes brittoniques de la protohistoire, nous est parvenue de manière très altérée et lacunaire par des manuscrits du Moyen Âge, tels le Llyfr Coch Hergest  (Livre Rouge de Hergest), le Llyfr Gwyn Rhydderch (Livre Blanc de Rhydderch), le Livre d'Aneurin, le Livre de Taliesin et le Llyfr Du Caerfyrddin (Livre Noir de Carmarthen).
Parmi les textes en prose du Livre Rouge de Hergest et du Livre Blanc de Rhydderch se trouvent les Quatre Branches du Mabinogi (Pedair Cainc y Mabinogi en gallois) et plusieurs autres récits et romans, connus dès le XIXe siècle sous le nom de Mabinogion, titre donné par leur première traductrice lady Charlotte Guest et repris par tous ses successeurs. Des poèmes tels le Kat Godeu (le Combat des arbrisseaux, faussement attribué à Taliesin, comme beaucoup des autres textes, mais en réalité plus tardif) et des listes mnémotechniques comme les Triades galloises et les Tri Tlws ar ddeg Ynys Prydain, contiennent aussi des éléments mythologiques. Ces récits présentent en outre les toutes premières formes de la matière de Bretagne et de la Légende arthurienne, ainsi que l’histoire mythique des rois de l’île de Bretagne.
Deux autres sources littéraires en latin peuvent y être associées, sans toutefois relever directement de la mythologie,  l’Historia Brittonum de Nennius (IXe siècle) et l’Historia regum Britanniae de Geoffroy de Monmouth (XIIe siècle).

## Les textes importants

### Kulhwch et Olwen
Kulhwch et Olwen est le plus ancien des contes publiés avec les Mabinogion, sa première rédaction est datée du XIe siècle, mais sa composition orale ne peut être datée. Le héros Kulhwch, fils de Kilydd et de Goleuddydd, souhaite épouser Olwen, la fille du chef des géants Yspaddaden. Or, ce dernier est lui-même victime d’un sortilège qui impose qu’il meure, lors du mariage de sa fille. Il doit surmonter des épreuves fantastiques et faire appel à son cousin le roi Arthur pour parvenir à ses fins. De nombreux éléments et thèmes sont empruntés à la mythologie celtique, tout comme certains personnages Amaethon, le dieu-laboureur, Mabon ap Modron, le « fils divin » de Modron, Gwynn ap Nudd souverain de l’Annwvyn à la fonction psychopompe. La malédiction maternelle dont souffre le héros est similaire à celle de Llew Llaw Gyffes par Arianrhod et son arrivée à la cour du roi Arthur rappelle l’épisode de la mythologie celtique irlandaise où Lug se présente à la cour de Nuada, dans la Cath Maighe Tuireadh.

## Personnages
Les Gallois et, d’une manière générale les Celtes des îles Britanniques, ont été christianisés plusieurs siècles avant que leurs mythologies primordiales, transmises oralement de génération en génération, soient écrites. Il s’ensuit une altération importante dans la tradition galloise, où les dieux et divinités ne sont plus que des héros ou des rois. Les interventions divines sont souvent réduites à des rivalités familiales ou claniques.

### Les enfants de Dôn
Dôn, fille de Mathonwy est une mère matriarcale. Son compagnon est Beli Mawr (Beli le Grand). Ses enfants sont :
- Arianrhod, déesse de la fécondité, elle est la mère du dieu suprême Llew Llaw Gyffes. Après le viol de Goewin, elle est pressentie pour assumer son rôle de « porte-pieds » du roi, mais lors de l’épreuve de virginité, elle donne naissance à des jumeaux.
- Gwydion, dieu-magicien qui correspond au Dagda irlandais. Par sa magie, il déclenche une guerre contre Pryderi, pour forcer le roi Math à intervenir et ainsi quitter le giron de Goewin. Cette manœuvre permet à Gilfaethwy de violer Goewin, pendant l’absence du roi.
- Gilfaethwy, voir Gwydion.
- Gofannon, dieu-forgeron équivalent du Goibniu irlandais. Il forge des armes qui tuent à coup sûr. Il brasse aussi une bière qui rend immortel.
- Amaethon enseigne la magie à son frère Gwydion. Il transforme les arbres en guerriers pour vaincre Arawn.

auxquels on peut ajouter les fils jumeaux d’Arianrhod, Dylan Eil Ton et Llew Llaw Gyffes. Caswallawn (l’historique Cassivellaunos) est souvent présenté comme un des fils de Beli Mawr.
|                 |                 |                 |                 |                 |                 |  |  |                       |                       |                       |                       |                       |                       |  |  | Dôn                    | Dôn                    | Dôn                    | Dôn                    | Dôn                    | Dôn                    |  |  | Beli Mawr | Beli Mawr | Beli Mawr | Beli Mawr | Beli Mawr | Beli Mawr |  |  |          |          |                                    |                                    |                                    |                                    |                                    |                                    |           |           |           |           |           |           |  |  |                                       |                                       |                                       |                                       |                                       |                                       |  |  |  |  |  |  |  |  |  |  |  |  |  |  |  |  |  |  |  |  |  |  |  |  |  |  |  |  |  |  |  |  |  |  |
|                 |                 |                 |                 |                 |                 |  |  |                       |                       |                       |                       |                       |                       |  |  | Dôn                    | Dôn                    | Dôn                    | Dôn                    | Dôn                    | Dôn                    |  |  | Beli Mawr | Beli Mawr | Beli Mawr | Beli Mawr | Beli Mawr | Beli Mawr |  |  |          |          |                                    |                                    |                                    |                                    |                                    |                                    |           |           |           |           |           |           |  |  |                                       |                                       |                                       |                                       |                                       |                                       |  |  |  |  |  |  |  |  |  |  |  |  |  |  |  |  |  |  |  |  |  |  |  |  |  |  |  |  |  |  |  |  |  |  |
|                 |                 |                 |                 |                 |                 |  |  |                       |                       |                       |                       |                       |                       |  |  |                        |                        |                        |                        |                        |                        |  |  |           |           |           |           |           |           |  |  |          |          |                                    |                                    |                                    |                                    |                                    |                                    |           |           |           |           |           |           |  |  |                                       |                                       |                                       |                                       |                                       |                                       |  |  |  |  |  |  |  |  |  |  |  |  |  |  |  |  |  |  |  |  |  |  |  |  |  |  |  |  |  |  |  |  |  |  |
|                 |                 |                 |                 |                 |                 |  |  |                       |                       |                       |                       |                       |                       |  |  |                        |                        |                        |                        |                        |                        |  |  |           |           |           |           |           |           |  |  |          |          |                                    |                                    |                                    |                                    |                                    |                                    |           |           |           |           |           |           |  |  |                                       |                                       |                                       |                                       |                                       |                                       |  |  |  |  |  |  |  |  |  |  |  |  |  |  |  |  |  |  |  |  |  |  |  |  |  |  |  |  |  |  |  |  |  |  |
| Gwydion         | Gwydion         | Gwydion         | Gwydion         | Gwydion         | Gwydion         |  |  | Eveydd                | Eveydd                | Eveydd                | Eveydd                | Eveydd                | Eveydd                |  |  | Gilfaethwy             | Gilfaethwy             | Gilfaethwy             | Gilfaethwy             | Gilfaethwy             | Gilfaethwy             |  |  | Amaethon  | Amaethon  | Amaethon  | Amaethon  | Amaethon  | Amaethon  |  |  | Gofannon | Gofannon | Gofannon                           | Gofannon                           | Gofannon                           | Gofannon                           |                                    |                                    | Arianrhod | Arianrhod | Arianrhod | Arianrhod | Arianrhod | Arianrhod |  |  |                                       |                                       |                                       |                                       |                                       |                                       |  |  |  |  |  |  |  |  |  |  |  |  |  |  |  |  |  |  |  |  |  |  |  |  |  |  |  |  |  |  |  |  |  |  |
| Gwydion         | Gwydion         | Gwydion         | Gwydion         | Gwydion         | Gwydion         |  |  | Eveydd                | Eveydd                | Eveydd                | Eveydd                | Eveydd                | Eveydd                |  |  | Gilfaethwy             | Gilfaethwy             | Gilfaethwy             | Gilfaethwy             | Gilfaethwy             | Gilfaethwy             |  |  | Amaethon  | Amaethon  | Amaethon  | Amaethon  | Amaethon  | Amaethon  |  |  | Gofannon | Gofannon | Gofannon                           | Gofannon                           | Gofannon                           | Gofannon                           |                                    |                                    | Arianrhod | Arianrhod | Arianrhod | Arianrhod | Arianrhod | Arianrhod |  |  |                                       |                                       |                                       |                                       |                                       |                                       |  |  |  |  |  |  |  |  |  |  |  |  |  |  |  |  |  |  |  |  |  |  |  |  |  |  |  |  |  |  |  |  |  |  |
|                 |                 |                 |                 |                 |                 |  |  |                       |                       |                       |                       |                       |                       |  |  |                        |                        |                        |                        |                        |                        |  |  |           |           |           |           |           |           |  |  |          |          |                                    |                                    |                                    |                                    |                                    |                                    |           |           |           |           |           |           |  |  |                                       |                                       |                                       |                                       |                                       |                                       |  |  |  |  |  |  |  |  |  |  |  |  |  |  |  |  |  |  |  |  |  |  |  |  |  |  |  |  |  |  |  |  |  |  |
|                 |                 |                 |                 |                 |                 |  |  |                       |                       |                       |                       |                       |                       |  |  |                        |                        |                        |                        |                        |                        |  |  |           |           |           |           |           |           |  |  |          |          |                                    |                                    |                                    |                                    |                                    |                                    |           |           |           |           |           |           |  |  |                                       |                                       |                                       |                                       |                                       |                                       |  |  |  |  |  |  |  |  |  |  |  |  |  |  |  |  |  |  |  |  |  |  |  |  |  |  |  |  |  |  |  |  |  |  |
|                 |                 |                 |                 |                 |                 |  |  |                       |                       |                       |                       |                       |                       |  |  |                        |                        |                        |                        |                        |                        |  |  |           |           |           |           |           |           |  |  |          |          |                                    |                                    |                                    |                                    |                                    |                                    |           |           |           |           |           |           |  |  |                                       |                                       |                                       |                                       |                                       |                                       |  |  |  |  |  |  |  |  |  |  |  |  |  |  |  |  |  |  |  |  |  |  |  |  |  |  |  |  |  |  |  |  |  |  |
| Hyddwn « faon » | Hyddwn « faon » | Hyddwn « faon » | Hyddwn « faon » | Hyddwn « faon » | Hyddwn « faon » |  |  | Hychtwn « marcassin » | Hychtwn « marcassin » | Hychtwn « marcassin » | Hychtwn « marcassin » | Hychtwn « marcassin » | Hychtwn « marcassin » |  |  | Bleiddwn « louveteau » | Bleiddwn « louveteau » | Bleiddwn « louveteau » | Bleiddwn « louveteau » | Bleiddwn « louveteau » | Bleiddwn « louveteau » |  |  |           |           |           |           |           |           |  |  |          |          | Dylan Eil Ton « fils de la vague » | Dylan Eil Ton « fils de la vague » | Dylan Eil Ton « fils de la vague » | Dylan Eil Ton « fils de la vague » | Dylan Eil Ton « fils de la vague » | Dylan Eil Ton « fils de la vague » |           |           |           |           |           |           |  |  | Llew Llaw Gyffes « a la main rapide » | Llew Llaw Gyffes « a la main rapide » | Llew Llaw Gyffes « a la main rapide » | Llew Llaw Gyffes « a la main rapide » | Llew Llaw Gyffes « a la main rapide » | Llew Llaw Gyffes « a la main rapide » |  |  |  |  |  |  |  |  |  |  |  |  |  |  |  |  |  |  |  |  |  |  |  |  |  |  |  |  |  |  |  |  |  |  |

### Les enfants de Llyr
Llyr, le patriarche de l’autre famille divine est vraisemblablement  un emprunt à la mythologie celtique irlandaise du dieu de l’océan Lir. Sa compagne est Penarddum, leurs enfants sont :
- Manawyddan Fab Llyr ;
- Bran le Béni ;
- Branwen.

Penarddum a deux autres fils Evnissyen et Nissyen, dont le père est Eurosswydd. Caradawg (l’historique Caratacos) est considéré comme le fils de Bran le Béni.

### Autres divinités
- Arawn est le roi de l'Annwvyn, l'Autre-monde, dans le premier conte des Mabinogion, Pwyll, prince de Dived. Pendant une année, il échange son identité et son royaume avec Pwyll.
- Avalloc, aussi appelé Afallach, est le père de Modron.
- Blodeuwedd est une femme-fleur, confectionnée par Math et Gwydion pour qu’elle soit l’épouse de Llew Law Gyffes. Celui-ci est victime d’un interdit de sa mère Arianrhod, qui l’empêche d’avoir une femme humaine.
- Ceridwen
- Creiddylad
- Cyhyraeth
- Gwenn Teir Bronn
- Gwynn ap Nudd
- Llefelys
- Lludd Llaw Eraint
- Mabon ap Modron est le « fils divin » de Modron, la « mère divine », et de Gwynn ap Nudd. Il est l’équivalent du dieu gaulois Maponos et du dieu irlandais Oengus.
- Modron est la « mère divine » de Mabon, elle est la fille d’Avalloc, le roi d’Avalon. Similaire à la Dana irlandaise.
- Rhiannon

### Autres personnages
- Goewin est une vierge, dont le rôle est de servir de « porte-pieds » au roi Math ap Mathonwy, pendant les périodes de paix ;
- Gwern, fils de Matholwch, le roi d'Irlande et de Branwen ; il périt jeté dans un feu par Evnissyen ;
- Math ap Mathonwy, fils de Mathonwy est un souverain du Gwynedd, qui a l’obligation, en temps de paix, de demeurer avec les pieds posés dans le giron d’une vierge, sous peine de mort. Il ne peut déroger à cette contrainte que pour aller à la guerre ;
- Matholwch, roi d’Iwerddon (Irlande), il épouse Branwen, fille de Llyr, avec qui il a un fils, Gwern. La répudiation et la déchéance de son épouse provoquent la colère de Bran ; celui-ci monte une expédition militaire qui tourne au massacre.
- Morvran, fils de Tegid Voel et de Ceridwenn, surnommé Avangddu (le « Monstre noir ») à cause de sa laideur. Sa mère veut lui donner le don de la prophétie en lui faisant boire un breuvage magique, mais c’est Gwion Bach (futur Taliesin) qui en profite ;
- Pryderi, fils de Rhiannon, c’est le prince de Dyved ;
- Pwyll ;
- Taliesin ;
- Tegid Voel est l'époux de Ceridwenn et le père de Morvran ;
- Teyrnon.

## Sources et bibliographie
- (fr) Les Quatre branches du Mabinogi et autres contes gallois du Moyen Âge traduit du gallois, présenté et annoté par Pierre-Yves Lambert, Éditions Gallimard, collection « L'aube des peuples », Paris, 1993,  (ISBN 2-07-073201-0).
- (fr) Histoire des rois de Bretagne, traduit et commenté par Laurence Mathey-Maille, Édition Les belles lettres, coll. « La roue à livres », Paris, 2004,  (ISBN 2-251-33917-5)